# Baeriidae
Baeriidae é uma família de esponjas marinhas da ordem Baerida.

## Gêneros
- Eilhardia Poléjaeff, 1883
- Lamontia Kirk, 1895
- Leuconia Grant, 1841
- Leucopsila Dendy e Row, 1913